# Runer Jonsson
Runer Jonsson (* 29. Juni 1916 in Nybro; † 29. Oktober 2006) war ein schwedischer Journalist und Autor. Im deutschsprachigen Raum ist er vor allem durch die literarische Vorlage zu der Zeichentrickserie Wickie und die starken Männer bekannt.
Bereits im Alter von 13 Jahren arbeitete Jonsson für die Zeitung Nybro Tidning und wurde mit 19 Jahren 1936 deren alleiniger Redakteur. In dieser Position zeichnete er sich vor allem durch harte Kritik am Nationalsozialismus aus. Er schrieb auch Artikel für andere Zeitungen.
Als Autor schuf er ungefähr 50 Bücher. Am bekanntesten sind die Kinderbücher über den schon genannten Wickie (Vicke Viking) und die Bücher über einen Jungen der Bronzezeit (Ulme från Öland).

## Ehrungen
- Deutscher Jugendliteraturpreis, 1965
- Emil-Preis der christlichen Akademie Smålands, 1996